# Giải thưởng của Hiệp hội phê bình phim trực tuyến cho Phim hay nhất
Giải của Hội phê bình phim online cho phim hay nhất là một trong các giải của Hội phê bình phim online được trao hàng năm cho một phim được bầu chọn là hay nhất.
Dưới đây là danh sách các phim đoạt giải:

### Thập niên 1990
| Năm  | Phim                | Đạo diễn         |
| ---- | ------------------- | ---------------- |
| 1997 | L.A. Confidential   | Curtis Hanson    |
| 1998 | Saving Private Ryan | Steven Spielberg |
| 1999 | American Beauty     | Sam Mendes       |

### Thập niên 2000
| Năm  | Phim                                          | Đạo diễn          |
| ---- | --------------------------------------------- | ----------------- |
| 2000 | Almost Famous                                 | Cameron Crowe     |
| 2001 | Memento                                       | Christopher Nolan |
| 2001 | Mulholland Drive                              | David Lynch       |
| 2002 | The Lord of the Rings: The Two Towers         | Peter Jackson     |
| 2003 | The Lord of the Rings: The Return of the King | Peter Jackson     |
| 2004 | Eternal Sunshine of the Spotless Mind         | Michel Gondry     |
| 2005 | A History of Violence                         | David Cronenberg  |
| 2006 | United 93                                     | Paul Greengrass   |
| 2007 | Không chốn dung thân                          | Ethan & Joel Coen |
| 2008 | WALL-E                                        | Andrew Stanton    |

## Thập niên 2010
| Năm  | Phim               | Đạo diễn            |
| ---- | ------------------ | ------------------- |
| 2010 | The Social Network | David Fincher       |
| 2010 | Black Swan         | Darren Aronofsky    |
| 2010 | Inception          | Christopher Nolan   |
| 2010 | Toy Story 3        | Lee Unkrich         |
| 2010 | True Grit          | Joel and Ethan Coen |
| 2010 | Winter's Bone      | Debra Granik        |

Bản mẫu:Online Film Critics Society Awards
cho